# 世界無線通信主管庁会議
世界無線通信主管庁会議（せかいむせんつうしんしゅかんちょうかいぎ、英語: World Administrative Radio Conference : WARC）は、国際電気通信連合(ITU)加盟国の無線通信主管庁の代表者による会議であり、世界的な無線通信業務に関する無線通信規則(RR)の改訂を行った。本会議はスイスのジュネーヴで、準備会議はパナマのパナマシティで開催された。
1979年の会議では、3つの新しいアマチュア無線バンド（10MHz帯、18MHz帯、24MHz帯）の割り当てが行われ、これらのバンドは「WARCバンド」と呼ばれる。
1992年に、ジュネーブでの追加全権委員会議でITUは機構改革され、WARCは廃止されて、1993年からは世界無線通信会議(WRC)に業務が受け継がれた。

## 会議一覧
この一覧は未完成です。加筆、訂正して下さる協力者を求めています。
- 準備会議（1979年、パナマ・パナマシティ）
- WARC-79（1979年、スイス・ジュネーヴ）
- WARC-84（1984年、スイス・ジュネーヴ）
- WARC-92（1992年、スイス・ジュネーヴ）